# Gouvernement Kengo
Deuxième République
Birindwa Tshisekedi III
Le gouvernement Kengo est le gouvernement du Zaïre du 6 juillet 1994, remanié les 26 février 1996 et 24 décembre 1996.
Il est remplacé par le gouvernement Tshisekedi III le 2 avril 1997.

## Premier ministre
- Léon Kengo wa Dondo

## Vice-Premiers ministres
- Affaires étrangères : Vincent de Paul Lunda Bululu (jusqu'en février 1996), Jean-Marie Kititwa (de février à décembre 1996), Gérard Kamanda wa Kamanda (à partir de décembre 1996)[1]
- Défense nationale : général Likulia Bolongo
- Mines : Baudouin Banza Mukalay
- Transports et Communication : Lambert Mende Omalanga

## Ministres
- Affaires sociales : Betu Kabamba
- Budget : Bolenge Mokesombo
- Commerce extérieur : Yezu Kitenge
- Coopération Internationale : Wivine Nlandu
- Culture et Arts : Mbonzi Matayoko
- Défense nationale : grand-amiral Mavua Mudima
- Économie nationale, Industrie et PME : Édouard Mambu ma Khenzu
- Énergie : Mananga Dintoka
- Enseignement primaire et secondaire : Épée Gambwa
- Enseignement supérieur, universitaire et Recherche scientifique : Mushobekwa Kalimba wa Katana
- Environnement, Conservation de la nature et Tourisme : Raymond Tshibanda Ntungamulongo
- Finances : Pierre Pay-Pay wa Syakasighe (jusqu'en février 1996), Gilbert Kiakwama kia Kiziki (de février à décembre 1996), Marco Banguli N'Sambwe (à partir de décembre 1996)
- Fonction publique : Kasereka Kasai
- Information et Presse : Koloni Longo
- Intérieur : Charles Mwando Nsimba
- Justice : Albert Tshibwabwa Ashila Pashi
- Plan : Denis Tabiana Ngantsia
- Portefeuille : Mboso Nkodia Pwanga
- PTT : Nyindu Kitenge
- Santé : Kasongo Numbi
- Sports et Loisirs : Kisombe Kiaku Muisi
- TP/AT : Alexis Thambwe Mwamba
- Travail et Prévoyance sociale : Bandobasu Nadeto

## Vice-ministres
- Affaires étrangères : Henri-Thomas Lokondo
- Agriculture : Niemba Dikemba
- Budget : Mbumba Kanda
- Coopération internationale : Myimbu Sha Kalao
- Défense nationale : Roger Yamba Yamba
- Économie nationale : Kasongo Mukeya
- Énergie : Liamba Likinda
- Enseignement primaire et secondaire : Kahemba Batila
- Enseignement supérieur et universitaire : Lungu Kasongo
- Finances : Kamkolongo wa Ndaye
- Information et Presse : Luzanga Sha Mandevu
- Intérieur : Lomangamanga Ramazani
- Justice : Lumaya Ekwak
- Mines : Boboy Nyabaka
- Plan : Kubiya Misizi
- Portefeuille : Ntumba Shabangi
- TP/AT : Bongombe Bohulu
- Transports et Communications : Kanyankogote Mbangazehe